# Wolfgang Perner
Wolfgang Perner (* 17. September 1967 in Ramsau am Dachstein; † 1. Oktober 2019) war ein österreichischer Biathlet.

## Leben
Nach einer Lehre zum Koch und Kellner konzentrierte sich Wolfgang Perner während seines Militärdienstes auf den Wintertriathlon. Er war ab 1990 Mitglied des ÖSV-Kaders und ab 1992 Mitglied des österreichischen Biathlon-Nationalteams. Obwohl er sich nicht für die Olympischen Winterspiele 1992 in Albertville qualifizieren konnte, schaffte er unmittelbar nach den Spielen mit einem dritten Platz am Holmenkollen und seinem ersten Weltcupsieg über 20 km in Nowosibirsk den internationalen Durchbruch. Insgesamt erreichte Wolfgang Perner (einschließlich Saison 2003/04) neun Titel bei den Militärweltmeisterschaften sowie sieben Weltcupsiege, davon fünf in Mannschaftswettbewerben. Sein größter Erfolg war bei seiner dritten Olympiateilnahme (nach 1994 und 1998) der dritte Platz bei den Olympischen Winterspielen 2002 in Salt Lake City. Dies war die erste olympische Medaille im Biathlon für Österreich.
Nach einer Dopingrazzia im Haus der österreichischen Biathleten bei den Olympischen Winterspielen 2006 in Turin reisten Perner und sein Kollege Wolfgang Rottmann überstürzt ab. Beide wurden aus der österreichischen Olympiamannschaft ausgeschlossen. Doping konnte den Athleten jedoch nicht nachgewiesen werden. Im März 2006 erklärte er seinen endgültigen Rücktritt vom Leistungssport. Im April 2007 wurden Perner und Rottmann sowie vier österreichische Skilangläufer vom Internationalen Olympischen Komitee (IOC) auf Lebenszeit von Olympischen Spielen ausgeschlossen. Alle galten nach Auffassung des IOC als überführt, gemeinschaftlich Dopingmittel genutzt zu haben. Begründung für die harte Strafe: „Diese Fälle gehen weiter als einfacher Besitz verbotener Substanzen und Methoden und sind klare Beispielfälle, in denen ein Netzwerk, Athleten inbegriffen, gemeinsame Sache machte, um Blut zu manipulieren und Dopingpraktiken auszuüben.“ Ihre Ergebnisse von Turin wurden gestrichen. Perner wurde „Blutdoping angelastet“. Der unabhängige Disziplinarausschuss des ÖSV kam zu dem Schluss, „dass Mayer und Hoch Doping in Form von verbotenen Methoden geduldet und aktiv unterstützt haben.“ Am 17. Juli 2007 schloss der Österreichische Skiverband Perner lebenslang aus.
Wolfgang Perner starb nach langer Krankheit mit 52 Jahren. Er wurde in Untertauern bestattet. Er hinterließ eine Frau und zwei Kinder.

## Biathlon-Weltcup-Platzierungen
Die Tabelle zeigt alle Platzierungen (je nach Austragungsjahr einschließlich Olympische Spiele und Weltmeisterschaften).
- 1.–3. Platz: Anzahl der Podiumsplatzierungen
- Top 10: Anzahl der Platzierungen unter den ersten zehn (einschließlich Podium)
- Punkteränge: Anzahl der Platzierungen innerhalb der Punkteränge (einschließlich Podium und Top 10)
- Starts: Anzahl gelaufener Rennen in der jeweiligen Disziplin

| Platzierung              | Einzel | Sprint | Verfolgung | Massenstart | Team | Staffel | Gesamt |
| ------------------------ | ------ | ------ | ---------- | ----------- | ---- | ------- | ------ |
| 1. Platz                 | 1      |        |            | 1           | 1    | 2       | 5      |
| 2. Platz                 |        |        |            |             |      | 1       | 1      |
| 3. Platz                 |        | 2      |            |             |      | 1       | 3      |
| Top 10                   | 5      | 15     | 5          | 4           | 1    | 37      | 67     |
| Punkteränge              | 21     | 59     | 33         | 18          | 2    | 43      | 176    |
| Starts                   | 58     | 110    | 59         | 18          | 2    | 44      | 291    |
| Stand: nach Karriereende |        |        |            |             |      |         |        |